# Aborto en Guanajuato
La Interrupción Legal del Embarazo (ILE) en Guanajuato refiere al estatus legal que tiene en ese estado mexicano, donde el aborto inducido está despenalizado de facto, desde septiembre de 2021 y 2023 por las acciones de inconstitucionalidad AI 148/2017, AI 106/2018, AI 107/2018 y AI 54/2018; y el amparo en revisión AR 267/2023 de la Suprema Corte de Justicia de la Nación (SCJN),a petición de cualquier mujer o persona gestante en la entidad sin especificar claramente el límite máximo del embarazo; además de las causales de violación, peligro de muerte y daño a la salud.
Guanajuato es una de las entidades federativas de México que aún no armoniza su legislación local acorde a esta reforma. Su Código Penal aún mantiene restricciones totales al aborto electivo. El 3 de octubre del 2024, el grupo parlamentario del partido Movimiento Ciudadano presentó una iniciativa de reforma a la Constitución Política del Estado, el Código Penal, la Ley de Salud y la Ley de Educación estatales para despenalizar el aborto voluntario hasta las 12 semanas de gestación.

## Marco normativo actual
|  |  |
|  |  |

La Constitución Política del Estado de Guanajuato define, en su Artículo 1 dentro del Capítulo Primero, la palabra "persona":
Para los efectos de esta Constitución y de las leyes que de ella emanen, persona es todo ser humano desde su concepción hasta su muerte natural. El Estado le garantizará el pleno goce y ejercicio de todos sus derechos.

### Ley de Salud
El artículo 68 en la Ley de Salud del Estado de Guanajuato declara que la planificación familiar tiene carácter prioritario, señalando que "se debe informar a la mujer y al hombre sobre la inconveniencia del embarazo antes de los 20 años y después de los 35". Asimismo, establece que los servicios de planificación familiar son un medio para que las personas decidan, de manera libre, responsable e informada, el número y esparcimiento de sus hijos, y declara que quienes practiquen la esterilización o colocación de instrumentos mecánicos anticonceptivos sin el consentimiento del paciente tendrán sanciones acorde a dicha ley y el Código Penal. 

### Regulación penal[5]
| Artículo | Concepto                                                         | Descripción |
| -------- | ---------------------------------------------------------------- | --- |
| 158      | Definición                                                       | La muerte del producto desde la concepción, en cualquier momento de la preñez. |
| 159      | Sanciones por aborto consentido                                  | 6 meses a 3 años de prisión y de 5 a 30 días multa a la mujer que voluntariamente procure su aborto o consienta en que otros la hagan abortar.                                           |
| 160      | Sanciones por asistir en un aborto                               | 1 a 3 años de prisión y de 10 a 30 días multa si el aborto fuera con el consentimiento de la mujer.                                                                                      |
| 161      | Sanciones por asistir en un aborto sin consentimiento            | Al faltar su consentimiento, la pena es de 4 a 8 años de prisión y de 40 a 80 días multa.                                                                                                |
| 162      | Sanciones por asistir en un aborto y ser profesional de la salud | Además de las sanciones correspondientes a los dos artículos anteriores, suspensión del ejercicio de su profesión por un tiempo igual al de la sanción privativa de la libertad impuesta |
| 163      | Causales del aborto legal                                        | No es punible cuando es causado por culpa de la mujer embarazada ni cuando el embarazo sea consecuencia de una violación.                                                                |

## Iniciativas de despenalización
En el año 2000, la fracción parlamentaria del Partido de Acción Nacional (PAN) aprobó una reforma al artículo 163 del Código penal para eliminar la posibilidad del aborto legal en caso de violación. Ante las protestas a nivel nacional a dicha propuesta, el entonces gobernador de Guanajuato Ramón Martín Huerta vetó la iniciativa de reforma al Código Penal. Ese año se fundó la organización feminista Las Libres, con el propósito de defender y promover los derechos de las mujeres.
En 2008, un año después de la legalización del aborto en Ciudad de México hasta las 12 semanas, se plantearon dos iniciativas relacionadas con la interrupción del embarazo: el 2 de octubre, el PAN planteó una iniciativa en la que se buscaba adicionar al artículo primero de la Constitución de Guanajuato el concepto "Persona es todo ser humano desde su concepción hasta su muerte natural. El Estado le garantizará el pleno goce y ejercicio de todos sus derechos". Una semana después, el Partido de la Revolución Democrática (PRD) presentó una iniciativa para legalizar el aborto en la ciudad. La reforma panista se aprobó y la Constitución fue reformada el 26 de mayo del 2009.
En mayo del 2020, las comisiones unidas de Salud y Justicia del Congreso de Guanajuato rechazaron las iniciativas de despenalización del aborto, con el argumento que eran improcedentes por ser contrarias al artículo 1° de la Constitución Política local.
Previo a las elecciones estatales del 2024, la colectiva Verde Aquelarre y otros colectivos realizaron un foro independiente para que las candidatas a la gobernatura Alma Alcaraz, de Morena, PT y Verde, Yulma Rocha, de Movimiento Ciudadano, y Libia García, de la alianza PAN-PRI-PRD, compartieran sus posturas en temas que no se tocaron en los debates del Instituto Electoral, incluyendo los temas de salud sexual y reproductiva. Las tres candidatas coincidieron en la importancia de garantizar el acceso a la interrupción legal del embarazo. García ganó la gubernatura, convirtiéndose en la primera gobernadora del estado.
El 3 de octubre del 2024, el grupo parlamentario del partido Movimiento Ciudadano, liderado por la diputada Sandra Pedroza, presentó una iniciativa de reforma a la Constitución Política del Estado, el Código Penal, la Ley de Salud y la Ley de Educación estatales para despenalizar el aborto voluntario hasta las 12 semanas de gestación, garantizar la prestación del servicio y establecer acciones de prevención, atención y educación en materia de salud sexual y reproductiva. El 5 de junio del 2025, el Congreso de Guanajuato tuvo sesión para revisar la aprobación de 3 iniciativas en materia de aborto e interrupción del embarazo, que incluían reformar el Código Penal del Estado, reformar adicionar y derogar disposición de la Constitución Política, Código Penal, la Ley de Salud y la Ley de Educación de Guanajuato. Con 19 votos en contra y 17 a favor, las iniciativas fueron rechazadas por el Congreso.

## Datos

### Estadísticas
Hasta la fecha y al igual que las otras entidades, a excepción de la CDMX, tanto la secretaría de salud como los servicios de salud del estado (SSG) aún no pública, de manera accesible y constante, información sobre el número de procedimientos (totales, por año o por unidad de atención), sobre las usuarias o los usuarios (procedencia, edad, nivel educativo, estado civil, ocupación, número de hijos o semanas de gestación) o sobre el tipo de procedimiento.

### Unidades, procedimientos y requisitos
Hasta la fecha y al igual que las otras entidades, a excepción de la CDMX, tanto la Secretaría de Salud como los servicios de salud del estado (SSG) aún no ha facilitado la información sobre procedimientos, requisitos o unidades de atención.
Según el Directorio de Servicios de Aborto Seguro, programa federal a cargo del Centro Nacional de Equidad de Género y Salud Reproductiva (CNEGSR), existe 1 unidad (hospital o clínica) perteneciente al sistema de salud local para atender los casos, el cual es:
- Hospital Materno Celaya, ubicado en la colonia Villa de los Arcos, de la ciudad de Celaya.

Y 3 unidades (hospitales o clínicas) del ISSSTE, los cuales son:
- Hospital Regional ISSSTE León, ubicado en la colonia Fraccionamiento Azteca de la ciudad de León.
- Clínica Médico Familiar León, ubicado en la colonia Fraccionamiento Azteca de la ciudad de León.
- Clínica Médico Familiar Salamanca, ubicado en la colonia Camino al Cerrito de la ciudad de Salamanca.

No se registra aún la instalación de otras clínicas privadas en las principales ciudades de la entidad.
Como indica la guía federal del Lineamiento Técnico para la atención del Aborto Seguro en México (siguiendo los estándares de la Organización Mundial de la Salud), en la actualidad, el legrado uterino instrumental se considera obsoleto, nocivo y está totalmente desaconsejado. En su lugar, los protocolos federales sugieren dos abordajes para interrumpir embarazos de manera segura y de calidad, siempre y cuando se realicen bajo las condiciones médicas correctas y en un contexto de legalidad:
- Aborto farmacológico, con el uso de mifepristona y misoprostol por diferentes vías (vestibular, vaginal o sublingual) ya sea combinado (ambas sustancias) o de manera individual (misoprostol únicamente). Ambos medicamentos provocan dilatación del cérvix y contracciones uterinas que contribuyen a la expulsión de su contenido. La dosis y vía de administración del tratamiento depende de las semanas de gestación o del antecedente de cirugías uterinas previas. Se considera no invasivo por lo que no necesita de un antibiótico profiláctico (previo a la intervención). En el régimen combinado (comparado con el individual) el tiempo para la resolución del aborto es menor (en horas o días) y suele haber menos molestias posteriores. Su éxito terapéutico podría disminuir conforme aumenta la edad gestacional. Antes de la semana 10, el procedimiento puede realizarse total o parcialmente autogestionado y con una asesoría o vigilancia mínima (ya sea por prestador/a de servicios de salud o por colectiva de acompañamiento). En cambio, entre la semana 10 y 12 se requiere mayor seguimiento y vigilancia por el personal especializado. Está contraindicado en presencia de inestabilidad hemodinámica y sepsis.
- Aborto quirúrgico, a través de la succión del producto con la ayuda de instrumentación médica de operación manual o eléctrica (como cánulas, tubos o bombas). Sí precisa de antibiótico profiláctico (previo a la intervención), así como de bloqueo paracervical y analgésicos. Las molestias posteriores serían mínimas y la resolución del aborto es inmediata. También es conocido como aspiración endouterina y es la primera elección cuando hay presencia de inestabilidad hemodinámica y sepsis.

Al tratarse de procedimientos médicos, se tiene la posibilidad de presentar pequeñas molestias que pueden controlarse satisfactoriamente si se toman las medidas preventivas y se sigue fielmente las recomendaciones del personal especializado. Estas pueden ser dolor cólico y sangrado transvaginal, ligeramente mayor a lo experimentado en una menstruación. La intensidad de lo anterior disminuirá de manera progresiva, aunque podría continuar en menor cantidad y de manera esporádica durante las primeras 4 a 6 semanas. También se puede experimentar algo de fiebre en las primeras 24 horas, la cual cederá con la ingesta de antipiréticos. Así mismo, para evitar el riesgo de infección, se deberán tomar medidas de higiene vaginal y no se recomienda tener relaciones sexuales en un periodo aproximado de dos semanas.
Igualmente, existe una pequeña posibilidad, y bastante infrecuente, de experimentar algunos riesgos. De esta manera, la o el paciente deberá buscar atención médica inmediata ante los siguientes datos de alarma: ausencia de sangrado o cantidad mínima de este (sobre todo entre las primeras 4 a 6 horas posteriores ya que puede indicar fallo en el procedimiento o un embarazo ectópico), un sangrado persistente y progresivo (que empape más de dos toallas higiénicas por hora durante dos horas consecutivas), secreción fétida, debilidad, mareo, reacciones alérgicas a algún medicamento (como exantemas o edemas faciales o bucales), así como fiebre o malestar general después de las primeras 24 horas.
En el primer trimestre, los procedimientos siempre deberían ser ambulatorios, por lo que pueden realizarse en cualquier unidad de primer nivel (centros de salud o clínicas familiares). En el segundo trimestre se requeriría de atención intrahospitalaria, por lo que pueden realizarse en cualquier unidad de segundo nivel (hospitales generales o regionales).
Así mismo, el Lineamiento Técnico para la atención del Aborto Seguro en México hace hincapié en dos leyes federales fundamentales: la NOM-046-SSA2-2005 y la Ley General de Víctimas (LGV). Estas dos últimas normatividades señalan que para acceder a la Interrupción Voluntaria del Embarazo (en caso de violación) no se necesita presentar denuncia previa ante el Ministerio Público o contar con la autorización de éste. Debido al principio de buena fe, el único requisito es una solicitud por escrito bajo protesta de decir la verdad, en la que se manifiesta que dicho embarazo es producto de una violación. El personal de los servicios de salud no está obligado a verificar el dicho de las y los solicitantes. Las personas menores de 12 años requieren autorización de madre, padre, tutor o representante legal. En cambio, las y los menores de edad, pero mayores de 12 años ya no necesitan de aquel permiso (pueden tomar la decisión de manera autónoma). Finalmente, ni la LGV ni la NOM-046-SSA2-2005 establecen límites gestacionales para hacer valer el derecho al aborto cuando existe una agresión sexual. La misma SCJN ha emitido sentencias que validan todo lo anterior (amparos en revisión AR-601/2017, AR-1170/2017, AR-438/2020 y AR-438/2020; controversias constitucionales CC 53/2016 y CC 45/2016).
Finalmente y posterior a la consejería, las y los pacientes tendrían que llenar y firmar formatos sobre el consentimiento informado pues representa el principal instrumento jurídico y ético para que la persona sea dueña efectiva de sus decisiones, como corresponde a su dignidad y autonomía. A través de este documento, las personas usuarias del servicio otorgarán o no su autorización para cada uno de los procedimientos (como la modalidad de abordaje o el método anticonceptivo posterior), las posibles alternativas o los probables riesgos. Así mismo, las y los pacientes tienen el derecho y facultad de poder revocarlo si así lo quieren. En caso de personas con discapacidad transitoria o permanente, el consentimiento informado debería ser suscrito por el familiar más cercano o el tutor / representante legal. En casos extremos, cuando no exista acompañante y la persona usuaria cuenta con una discapacidad, el personal médico (previa valoración y con el acuerdo de por lo menos dos profesionales) podrían otorgar el consentimiento informado.